# Matter (standard)
A Matter, korábban Project Connected Home over IP (CHIP), egy jogdíjmentes otthoni automatizálási csatlakozási szabvány, amelynél a gyártók csak a tanúsítás költségeit viselik. A 2019. december 18-án bejelentett Matter célja a különböző szállítók széttagoltságának csökkentése, valamint az intelligens otthoni eszközök és a különböző szolgáltatóktól származó tárgyak-internete (IoT) platformjai közötti interoperabilitás megteremtése. A projektcsoportot az Amazon, az Apple, a Google, a Comcast és a Zigbee Alliance, ma Connectivity Standards Alliance (CSA) indította és mutatta be. A későbbi tagok közé tartozik az IKEA, a Huawei, a Legrand, a Schneider-Electric is.  A kompatibilis termékek és a meglévő termékekhez szoftverfrissítés 2022 során várható.
A specifikáció 1.0-ás verziója 2022. október 4-én jelent meg. Bár a Matter szoftverfejlesztői csomag nyílt forráskódú az Apache licenc alatt, a Matter specifikációt a CSA licenceli.

## Háttér
2019. december 18-án az Amazon, az Apple, a Google, a Samsung SmartThings és a Zigbee Alliance bejelentette az együttműködést és a Project Connected Home over IP munkacsoport megalakítását. A projekt célja, hogy leegyszerűsítse a fejlesztést az okosotthon termékek márkái és gyártói számára, miközben növeli a termékek fogyasztói kompatibilitását.
A szabványt úgy tervezték, hogy az internetprotokollon (IP) alapuljon. Célja, hogy lehetővé tegye az intelligens otthoni eszközök, mobilalkalmazások és felhőszolgáltatások kommunikációját, és létrehozza az IP-alapú hálózati technológiák egy meghatározott készletét az eszközök tanúsításához.
A projektcsoporthoz a Zigbee Alliance igazgatósági tagvállalatai is csatlakoztak.

## Fordítás
Ez a szócikk részben vagy egészben  a   Matter (standard) című angol Wikipédia-szócikk ezen változatának fordításán alapul.  Az eredeti cikk szerkesztőit annak laptörténete sorolja fel. Ez a jelzés csupán a megfogalmazás eredetét és a szerzői jogokat jelzi, nem szolgál a cikkben szereplő információk forrásmegjelöléseként.

## Kapcsolódó szócikk
- KNX